# Erlaubnis

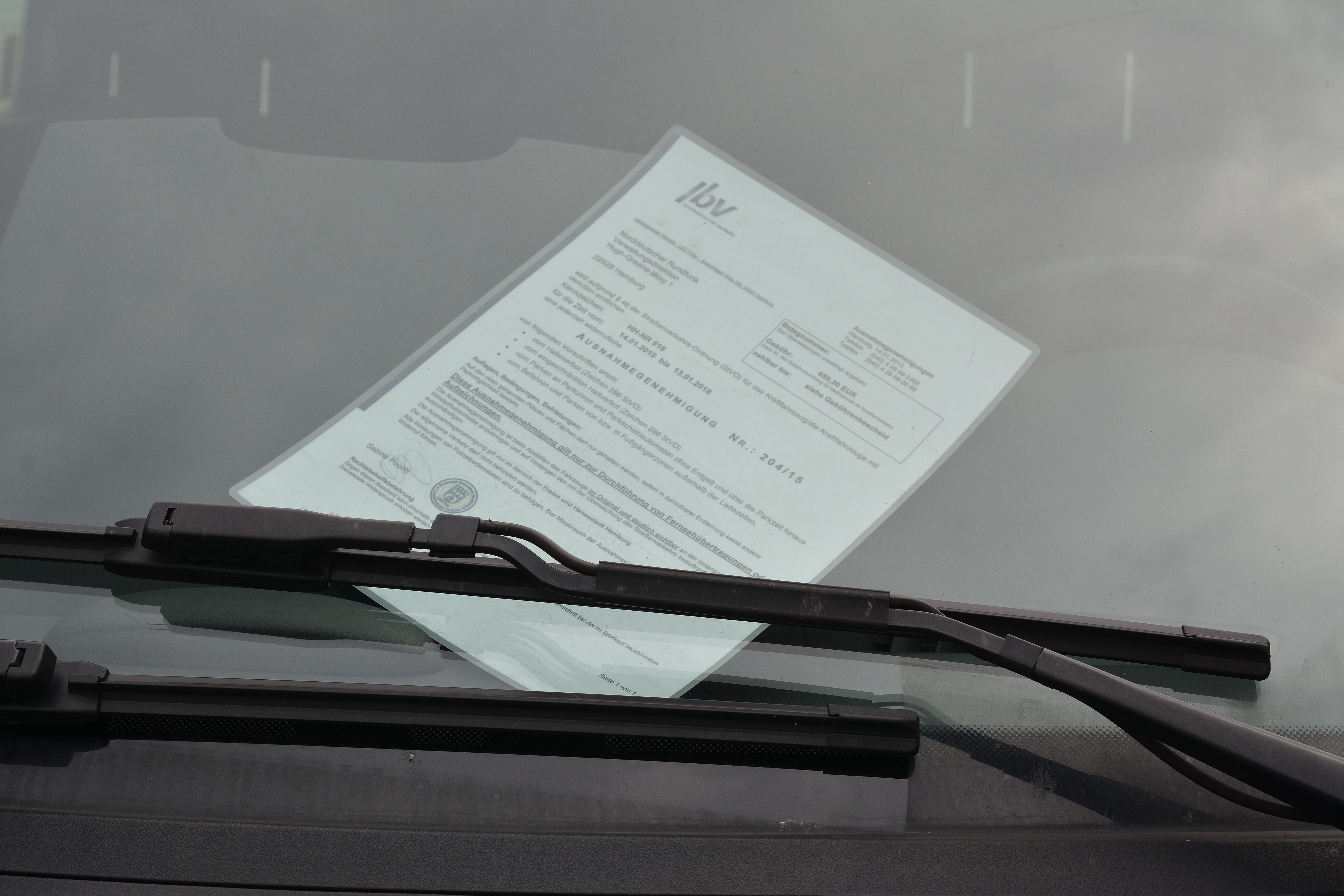
Ausnahmegenehmigung für Reportagen

Die Erlaubnis, auch Genehmigung, Bewilligung oder Konzession (von lateinisch concedere ‚zugestehen‘, ‚erlauben‘), ist eine von einer Behörde ausgestellte Erklärung, mit der ein bestimmtes Verhalten zugelassen oder ein Antrag genehmigt wird.

## Arten
Zu unterscheiden ist, ob die Erlaubnis eine „repressive Verbotsnorm mit Befreiungsvorbehalt“ resultiert, bei der ein grundsätzliches Verbot lediglich bestimmte Ausnahmen zulässt (Dispens, Ausnahmegenehmigung, Ausnahmebewilligung, Gestattung) oder ob die Erlaubnis aus einer „präventiven Verbotsnorm mit Erlaubnisvorbehalt“ erteilt wird (Erlaubnis im engeren Sinn, Kontrollerlaubnis). Letztere soll bewirken, dass die von einer Erlaubnis abhängende Tätigkeit einer präventiven Kontrolle durch Behörden unterworfen wird. So will die Behörde bei einem Bauantrag prüfen, ob ein Bauvorhaben dem geltenden Baurecht und den anerkannten Regeln der Technik entspricht, bevor sie eine Baugenehmigung gemäß § 30 BauGB erteilt. Die Ausnahmegenehmigung soll dagegen Härten gesetzlicher Regelungen, welche für den konkreten Fall nicht gedacht waren, ausgleichen. So kann von den generellen Halt- und Parkverboten des § 12 Abs. 4 StVO gemäß § 46 Abs. 1 Nr. 3 StVO von den Straßenverkehrsbehörden eine Ausnahmegenehmigung erteilt werden.

## Allgemeines
Viele Wirtschaftsordnungen unterliegen wie in Deutschland dem Grundrecht der allgemeinen Handlungsfreiheit (Art. 2 Abs. 1 GG), so dass die Wirtschaftssubjekte bei ihren Tätigkeiten überwiegend nicht von staatlicher Eingriffsverwaltung behindert werden. Hierin kommt die Gewerbefreiheit zum Ausdruck. Ab einer bestimmten Stufe der Gefährlichkeitsprognose rückt der Gesetzgeber jedoch vom Prinzip der Erlaubnisfreiheit ab und unterwirft gewisse wirtschaftliche Betätigungen einer präventiven staatlichen Kontrolle. Die Ausübung einer Vielzahl von Berufen sowie das Angebot verschiedener Dienstleistungen durch Privatpersonen erfordern dann eine Erlaubnis der zuständigen Behörde. Wer beispielsweise Personen mit Bussen oder Taxen befördern möchte (§ 2 Abs. 1 PBefG), ein Café, eine Gastwirtschaft oder ein Restaurant betreiben will (§ 2 Abs. 1 GastG) oder Waren im Reisegewerbe feilbietet (§ 55 Abs. 2 GewO), bedarf der behördlichen Erlaubnis. 	
Die Erlaubnis entspricht der zivilrechtlichen Zustimmung. Im Verwaltungsrecht wird darüber hinaus nicht nur der Begriff Erlaubnis erwähnt, sondern auch synonym von Genehmigung, Konzession oder Bewilligung (Zulassung) gesprochen, wie in § 15 Abs. 2 GewO deutlich zum Ausdruck kommt. Einer Verleihung bedarf es, wenn für bestimmte Betätigungen ein staatliches Vorrecht oder Verwaltungsmonopol besteht. In Heilberufen spricht man von der Approbation (etwa für Ärzte gemäß § 12 Abs. 1 BÄO), die Zulassung zur Rechtsanwaltschaft wird wirksam mit der Aushändigung einer von der Rechtsanwaltskammer ausgestellten Urkunde (§ 12 Abs. 1 BRAO). Fehlt es an einer dieser Erlaubnisarten, kann die Unternehmensgründung oder Fortsetzung des Betriebes oder der Tätigkeit von der zuständigen Behörde verhindert werden. 
Als weitere verhaltensbezogene Regelungsinhalte gibt es neben der Erlaubnis („Du darfst!“) noch das Gebot („Du musst!“), das Verbot („Du darfst nicht!“) und – strittig – die Freistellung („Du musst nicht!“).

## Rechtsfragen
Im Verwaltungsrecht wird die Erlaubnis auf Antrag erteilt, so etwa bei erlaubnispflichtigem Gewerbe gemäß §§ 30 ff. GewO. Mit dem Antrag beginnt das Verwaltungsverfahren (§ 22 VwVfG). Der Antragsteller hat die Stellung eines am Verfahren Beteiligten (§ 13 Abs. 1 Nr. 1 VwVfG). Das Verfahren endet mit der Erteilung oder Versagung der Erlaubnis. Beide sind ein Verwaltungsakt, sodass typischerweise der Rechtsbehelf des Widerspruchs oder der der Verpflichtungsklage statthaft ist. Erfüllt ein Antragsteller die rechtlichen Voraussetzungen, erlangt er einen unmittelbaren gesetzlichen Anspruch auf Erteilung der Erlaubnis. Ihm wird dann eine Erlaubnis erteilt – Terminologie z. B. Erlaubnis (§ 3 Abs. 1 GüKG, § 55 Abs. 2 GewO), eine Genehmigung (§ 2 Abs. 1 PBefG, § 4 Abs. 1 BImSchG), eine Konzession (§ 30 Abs. 1 GewO) oder eine Zulassung etwa von Fahrzeugen zum Straßenverkehr (§ 16 Abs. 1 StVZO, Betriebserlaubnis gemäß § 19 Abs. 1 StVZO). Die Verleihung ist ein subjektives öffentliches Recht, das nach den gleichen privatrechtlichen Regeln zu beurteilen ist wie das Eigentum. So wird dem Muter das Bergwerkseigentum verliehen, wodurch er das Recht erhält, sich die Mineralien und Bodenschätze im verliehenen Grubenfeld anzueignen (§ 8 BBergG). Besonders umfangreich sind die Voraussetzungen für die Erlaubnis zur Gründung eines Kreditinstituts (Banklizenz) gemäß § 32 KWG, wobei der Inhalt des Erlaubnisantrags sogar gesetzlich vorgegeben ist. Versicherungsunternehmen bedürfen zum Geschäftsbetrieb der Erlaubnis der Aufsichtsbehörde (§ 8 VAG). Der Mieter ist gemäß § 540 Abs. 1 BGB ohne die Erlaubnis des Vermieters nicht berechtigt, den Gebrauch der Mietsache einem Dritten zu überlassen, insbesondere sie weiter zu vermieten. Im Sport ist die  Spielerlaubnis die Zulassung eines Lizenzspielers zum Spielbetrieb. Wer ein Luftfahrzeug führt oder bedient (Luftfahrer), bedarf der Erlaubnis (§ 4 Abs. 1 LuftVG).
Eine Erlaubnis darf nur dann mit Auflagen, Bedingungen oder Befristungen versehen werden, wenn dies im Gesetz vorgesehen ist. So kann im Rahmen der Arbeitnehmerüberlassung die Erlaubnis nach § 2 Abs. 2 AÜG unter Bedingungen erteilt und mit Auflagen verbunden werden, um sicherzustellen, dass keine Tatsachen eintreten, die nach § 3 AÜG die Versagung der Erlaubnis rechtfertigen. Der Widerruf einer rechtmäßig erteilten Erlaubnis ist nach den Grundsätzen über den begünstigenden Verwaltungsakt zu regeln (§ 49 VwVfG). Ein Widerrufsvorbehalt wäre nur statthaft, wenn das angewendete Gesetz dies ausdrücklich zulässt. Durch den Widerruf einer Erlaubnis mit Widerrufsvorbehalt wird das zunächst Erlaubte wieder zu etwas kraft Gesetzes Verbotenem; der Widerrufsvorbehalt ist eine auflösende Bedingung. 
Eine Erlaubnis ist zu versagen, wenn die gesetzlichen Voraussetzungen für die Erteilung der Erlaubnis nicht vorliegen. Häufig kommt es zur Versagung der Erlaubnis, wenn der Antragsteller die erforderliche Zuverlässigkeit nicht besitzt (etwa § 4 Abs. 1 Nr. 1 GastG, § 11 BBergG).

## International
In der Schweiz wird das Wort „Bewilligung“ bevorzugt, so gibt es beim Gastgewerbe die Betriebsbewilligung, im Bauwesen die Baubewilligung oder im Ausländerrecht die Aufenthaltsbewilligung. Auch Österreich bevorzugt die Bewilligung. Die Erlaubnis im angelsächsischen Bereich (englisch permission) ist ebenfalls ein staatlicher Hoheitsakt. 